# Charbon nu de l'orge

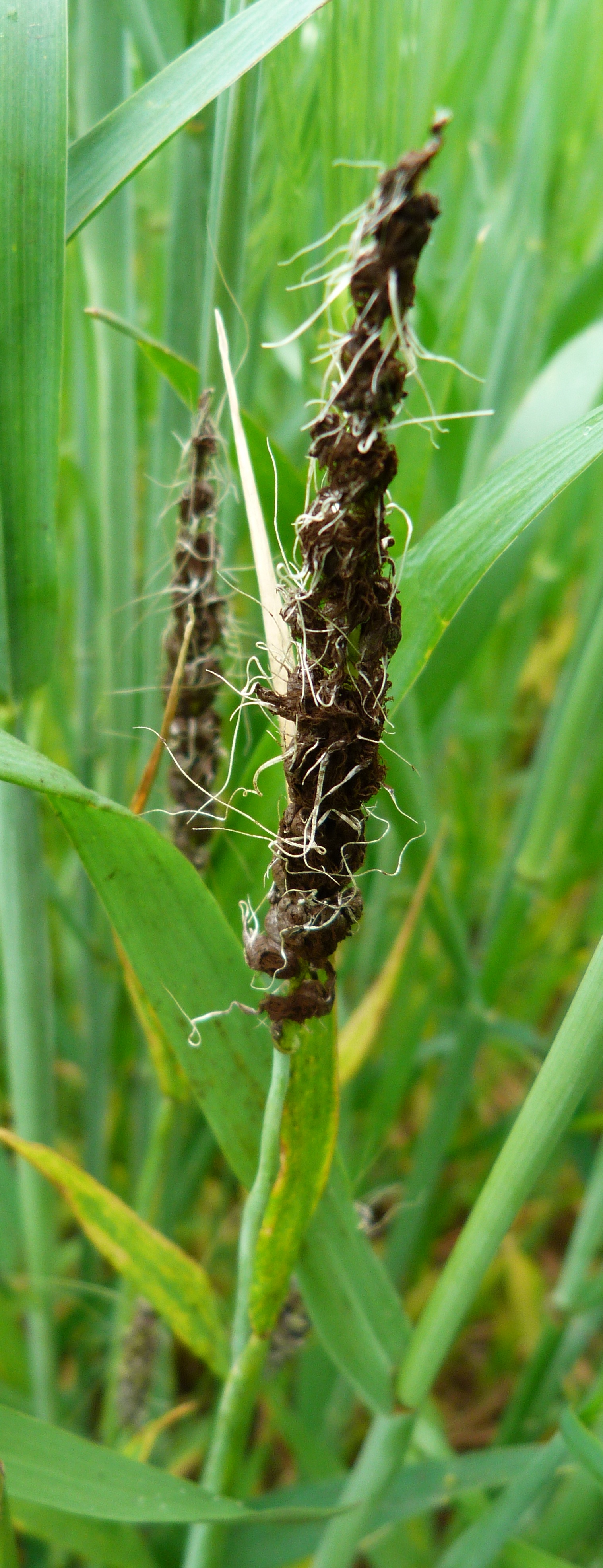
Épi charbonneux.

Le charbon nu de l'orge est une maladie fongique causée par un champignon basidiomycète, Ustilago nuda qui affecte les cultures d'orge, principalement les variétés d'hiver.
Ce champignon phytopathogène se développe dans les grains qu'il remplace par une masse noirâtre de spores appelée « charbon ». Le mode d'infection est floral.
Les traitements à l'aide de fongicides systémiques sont la principale méthode de lutte contre le charbon nu.